# Sophia Krapoth
Sophia Krapoth (* 1968) ist eine deutsche Drehbuchautorin.
Sophia Krapoth studierte bis 1995 Gesellschafts- und Wirtschaftskommunikation in Berlin, danach absolvierte sie bis 1998 das Aufbaustudium Film der Universität Hamburg. Seit 1998 ist sie als freie Drehbuchautorin tätig.

## Filmografie (Auswahl)
- 2001: Riekes Liebe
- 2002: Weihnachtsmann gesucht
- 2005: Liebe wie am ersten Tag
- 2007: Ein unverbesserlicher Dickkopf
- 2009: Mama kommt!
- 2011: Pilgerfahrt nach Padua
- 2012: Mit geradem Rücken
- 2013: Am Ende der Lüge
- 2014: Immer wieder anders
- 2017: Familie mit Hindernissen
- 2018: Trauung mit Hindernissen
- 2020: Eltern mit Hindernissen
- 2024: Die schönste Bescherung
- 2025: Zimmer im Grünen – Herzenswege